# Xóchil A. Schütz
Xóchil Andrea Schütz (* 1975 in Mannheim) ist eine deutsche Autorin und Spoken-Word-Künstlerin.

## Leben
Schütz studierte an der Freien Universität Berlin Politikwissenschaft. Die Spannweite ihrer Publikationen reicht von Poetry-Slam-Texten über Lyrik, Romane, Kinderbücher, Kurzgeschichten und Hörspiele bis zu Schulbüchern. Sie lebt mit ihrer Familie in Sachsen.
Xochil A. Schütz wird vertreten durch die Hamburger Literatur-Agentur Keil & Keil.

## Stipendien und Auszeichnungen
- 2004: Autorenstipendium des Berliner Senates
- 2004: Werkstatt-Stipendium für Lyrik im Literaturhaus Berlin
- 2006: Preisträgerin der Akademiepreisfrage der Bundesakademie für kulturelle Bildung Wolfenbüttel
- 2007: Kunstpreis der Zeitschrift „emotion“ 2007
- 2007: Tiroler Kleinkunstpreis 2007 – 3. Preis und Sonderpreis[1]
- 2008: Aufenthaltsstipendium für Autoren in der Villa Decius in Krakau/Polen
- 2009: Aufenthaltsstipendium für Autoren im „International Writer's and Translator's House“ in Ventspils/Lettland

## Werke

### Belletristik
- Flamingo und Gnu. Lyrik. Araki Verlag 2007.
- Was ich nie mehr sagen will zu Mickey Rourke. Stories. Kyrene Verlag, Wien 2008, ISBN 978-3-900009-37-3.
- Auf der Suche nach der entgangenen Milch. Schräge Stories. Literatur Quickie Verlag, Hamburg 2011, ISBN 978-3-942212-28-1.
- Was ist. Roman. asphalt & anders Verlag, Hamburg, 2011, ISBN 978-3-941639-06-5.
- Flamingo und Gnu. Lyrik. Erweiterte Neuauflage. Araki Verlag, Leipzig 2011, ISBN 978-3-936149-12-8.
- Gewittersommer. Roman. Schwarzkopf & Schwarzkopf Verlag, Berlin 2012, ISBN 978-3-86265-187-0.
- Windland Licht, Windland Wolke. Lyrik. scaneg Verlag, München 2012.
- "Anton fährt aufs Land". Bilderbuch. Ueberreuter Verlag 2014.
- "Männertest". Comedy. Carlsen Verlag 2015.
- "Anna mag Ananas". Bilderbuch. Oettinger Verlag 2015.
- "Hier kommt Polly Osterkuh". Bilderbuch. Carlsen Verlag 2019.
- "Die fabelhaften Vertauschgeschenke". Bilderbuch. Carlsen Verlag 2022.
- "Mach mich zum Meer". Lyrik. Kraut and Rubies Publishing 2022.

### Hörfunk und Hörbuch
- Im Käfig. Hörspiel. Produktion Deutschlandradio Kultur, Regie: Stefanie Lazai, 2006
- 2009: Perlenkind – Poesie trifft Musik. Edelkultur, Hamburg.

### Didaktik
- Slam Poetry – eigene Texte verfassen und performen. Persen Verlag, Buxtehude 2009, ISBN 978-3-8344-3374-9.
- Slam Poetry mit Grundschulkindern. Kurze Texte schreiben und vortragen. Persen Verlag, Buxtehude 2012, ISBN 978-3-403-23117-2.

### Tonträger
- 2016: Tonya Ingram/Sabrina Benaim/Nora Gomringer/Xóchil A. Schütz/Fee/Kommissar Hjuler&Mama Baer – Slam Poetry, Langspielplatte, Psych.KG (D)

- dradio.de: Wenn ein Text sie findet, Die Poetin Xochil Andrea Schütz Abgerufen am 14. März 2012